# Madunnuccia
La Madunnuccia est une fête traditionnelle et religieuse se déroulant dans la ville d'Ajaccio en Corse chaque 18 mars. Cette fête est consacrée à Notre-Dame de la Miséricorde, la sainte patronne de la ville d'Ajaccio, et la cathédrale Notre-Dame-de-l'Assomption est notamment décorée pour l'occasion.

## Origine
En 1656, alors que la peste sévissait en Italie, les Magnifiques Anciens (ce qui équivaut au conseil municipal aujourd'hui) firent le vœu de consacrer à perpétuité Ajaccio à Notre Dame de Savone ou Notre Dame de la Miséricorde, apparue miraculeusement à un vieux paysan à Savone en 1536 et à Ajaccio cent ans plus tard (Antonio Botta). Le vœu fut même enregistré par acte notarié.
La ville ayant été épargnée par le fléau qu'est la peste, la Madunnuccia est fêtée chaque année, le vœu est renouvelé tous les ans, le 18 mars, journée fériée à Ajaccio. 
Le 17 la ville est illuminée de bougies et le 18 la procession de la statue, parée de joyaux, est suivie avec toujours la même ferveur. 
Elle aurait aussi transformé des bateaux ennemis en pierres appelés E Sette Nave qu'on peut actuellement voir. La statue aurait aussi parlé à deux hommes se querellant et ils se réconcilièrent.